# Thomas Blockhaus
Thomas Blockhaus (* 1960 in Haan) ist ein deutscher Theater- und Hörfunk-Regisseur und Autor.

## Leben
Thomas Blockhaus wuchs in Solingen (NRW) auf, war Leistungsschwimmer und Wasserballer und beendete seine Schulzeit mit dem Abitur. Nach dem Zivildienst in der Pathologie eines Krankenhauses studierte er an der Ludwig-Maximilians-Universität in München Theaterwissenschaften, Philosophie und Kunstgeschichte. Schon während des Studiums arbeitete er an verschiedenen Bühnen in München und Salzburg, u. a. als Bühnentechniker, Ausstattungsassistent („Warten auf Godot – für Kinder“ von Samuel Beckett am Theater der Jugend, München) und Produktionsdramaturg („Beppi im Glück“ nach Stallerhof und Geisterbahn von Franz Xaver Kroetz am Münchner Volkstheater).
Zwischen 1987 und 1992 war er als Regieassistent festes Ensemblemitglied der Bühnen der Stadt Lübeck (Generalintendant: Hans Thoenies), des Münchner Volkstheaters (Intendantin: Ruth Drexel) und des Bremer Theaters (Generalintendant: Tobias Richter). Prägend war in dieser Zeit vor allem die Zusammenarbeit mit den Regisseuren/-innen András Fricsay, Peter Palitzsch, Christian Kohlmann, Ruth Drexel, Rolf Stahl und Katharina Thalbach.
Im Mai 1992 debütierte er am Bremer Theater als Regisseur mit dem Schauspiel Vor dem Ruhestand von Thomas Bernhard. Seitdem arbeitet er als freier Theaterregisseur, u. a. in Bremen, Eisenach, Hannover und Köln. Ende 2010 wurde mit seiner Inszenierung von Cash on delivery – Und ewig rauschen die Gelder von Michael Cooney die „Komödie der Altstadt“ in Freiburg eröffnet.
Seit 1994 arbeitet er neben dem Theater auch beim Hörfunk. Zunächst als Regieassistent für Hörspiele und Radio-Features beim Westdeutschen Rundfunk Köln (WDR), wo ihm u. a. die Regisseure/-innen Norbert Schaeffer, Leonhard Koppelmann, Walter Adler, Jörg Schlüter und Petra Feldhoff die Kunst der Hörspielregie nahebrachten. Seit 2000 führt er selbst Regie fürs Radio und hat seitdem über 350 Hörspiele und Features realisiert. Besondere Highlights neben seinen Hörspielbearbeitungen internationaler Romanautoren waren seine Literaturfeatures über Philip Roth, Don DeLillo, Ian McEwan, Oskar Roehler, Toni Morrison und Amy Sackville.
Seit Ende der 1990er-Jahre machte er immer wieder Ausflüge in die Eventbranche, wo er für verschiedene Event-Agenturen kleine und große Veranstaltungen für namhafte Firmen konzipierte und inszenierte (z. B. 2001 für Kogag Solingen im Deutschen Pavillon der Expo Hannover „Der neue 7er BMW“).
Seit 2005 ist Thomas Blockhaus auch Autor. Nach mehreren Hörspielbearbeitungen von Romanen (u. a. Cosmopolis von Don DeLillo) schrieb er 2010 mit einem akustischen Porträt über seinen Friseur sein erstes Radio-Feature, dem weitere folgten. 2011 schrieb er Memo, sein erstes selbstverfasstes Hörspiel. Alle seine Hörspiele und Features inszenierte er selbst, alle wurden vom WDR produziert und urgesendet. Viele wurden im deutschsprachigen Raum von weiteren Rundfunkanstalten wiederholt. Alle seine Hörspiele werden vom Hartmann & Stauffacher Verlag in Köln verlegt.
Auch als Regisseur und Verfasser von Hörspielbearbeitungen für CD-Veröffentlichungen ist Thomas Blockhaus tätig. Neben Hörbüchern und einer Wissenschafts-Featureserie, befinden sich auch Kinderhörspiele (Prinzessin Lillifee und die verwunschene Insel, Till Wiesentroll) im Handel.

## Werk

### Theaterregie (Auswahl)
- „Vor dem Ruhestand“ von Thomas Bernhard (Bremen)
- „’Nacht, Mutter“ von Marsha Norman (Eisenach)
- „Sibirien“ von Felix Mitterer (Hannover)
- „Triage“ von Florian Felix Weyh (Hannover)
- „Ein idealer Gatte“ von Oscar Wilde (Hannover)
- „Draußen vor der Tür“ von Wolfgang Borchert (Landesbühne Hannover)[1]
- „Voll das Feeling“ Jugendkabarett von ComicOn! (Köln)
- „Männerjagd“ TingelTangel-Revue nach Texten von Cynthia Heimel u. a. (Köln)
- „Cash on delivery – Und ewig rauschen die Gelder“ von Michael Cooney (Freiburg)

### Hörspielbearbeitungen und Regie
- „Cosmopolis“ von Don DeLillo. Zweiteiliges Hörspiel mit Wanja Mues, Tanja Schleiff, Michael Habeck u. a. (WDR 2005)[2]
- „Flugrausch“ von Garry Disher. Hörspiel mit Oliver Stokowski, Nina Petri u. a. (WDR 2006)
- „Schnappschuss“ von Garry Disher. Hörspiel mit Thomas Sarbacher, Markus Scheumann, Wolf-Dietrich Sprenger u. a. (WDR 2007)
- „Der Schatz“ von Andreas Albes. Hörspiel mit Matthias Koeberlin, Stéphane Bittoun u. a. (WDR 2007)
- „Winter in Maine“ von Gerard Donovan. Hörspiel mit Udo Wachtveitl, Bettina Engelhardt, Thomas Loibl u. a. (WDR 2012)[3][4]

### Feature-Regie (Auswahl)
- „Auto-Erotik. Nur der Tod kommt schneller“ von Christopher Jansen (WDR 2001)
- „Selbstgespräch im Auge des Orkans. Der amerikanische Schriftsteller Philip Roth“ von Thomas David (WDR 2002)
- „An den Neonrändern der Zeit. Der amerikanische Schriftsteller Don DeLillo“ von Thomas David (WDR 2003)
- „Gangland“ von Peter Kessen (WDR 2004)
- „In Mode“ Sechsteilige Feature-Serie von Martin Stümper, Wibke Stark, Susanne Burkhardt, Beate Berger, Annette Blaschke, Boris Heinrich (WDR 2004)
- „Damals in der DDR“ Zehnteilige Feature-Serie von Nicolaus Schröder (WDR 2005/2009)
- „Von Kakerlaken, Gott und einem maskierten Helden. Der amerikanische Comic-Autor Will Eisner“ von Christian Gasser (WDR 2005)
- „Das Geheimnis des Sunzi“ von Lou Brouwers (WDR 2006)
- „Magmaherz und Flügelrauschen. Der Schriftsteller Werner Fritsch“ von Martin Becker (WDR 2006)
- „Homo Climaticus. Oder wie der Mensch den Ast absägt auf dem er sitzt“ von Dagmar Röhrlich (WDR 2008)
- „Bagdad Blues. Eine akustische Langzeitstudie“ von Björn Blaschke (WDR 2008)
- „Weiße Flecken, dicke Falte. Verdacht auf Down-Syndrom im Mutterleib“ von Christiane Schütze (WDR 2008)
- „Oder müssen wir sterben? Ein Portrait des englischen Schriftstellers Ian McEwan“ von Thomas David (WDR 2008)
- „Eco-Crimes. Verbrechen auf Kosten der Natur“ Dreiteilige Feature-Serie von Thomas Weidenbach, Heinz Greuling, Rüdiger Heimlich (WDR 2008)
- „Vom alten Antonio und vom neuen Leben. 15 Jahre Zapatismus“ von Anselm und Jakob Weidner (WDR 2008)
- „Wie tickt unsere Jugend?“ Vierteilige Feature-Serie von Dieter Jandt (WDR 2010)
- „Die Geschichte der Astronomie“ Zwölfteilige Feature-Serie von Dirk Lorenzen (WDR 2010)
- „Letzte Worte am Kreuz. Diskussion unter Gekreuzigten“ von Susanne Krahe (WDR 2010)
- „Der müdgeweinten Augen Schlaf. Der Filmemacher Oskar Roehler“ von Thomas David (WDR 2010)
- „Toni Morrison. Ein Portrait der amerikanischen Schriftstellerin“ von Thomas David (WDR 2011)
- „Die Geschichte der Raumfahrt“ Zwölfteilige Feature-Serie von Dirk Lorenzen (WDR 2011)
- „Vater, Sohn und das erfrorene Glück“ von Anna Kuhn-Osius (WDR 2011)
- „Die Entdeckung des Wartens. Amy Sackvilles Debütroman Ruhepol“ von Sabine Barth (WDR 2012)
- „Liebeschaos. Partnerschaft im 21. Jahrhundert“ Vierteilige Feature-Serie von Inge Breuer und Barbara Weber (WDR 2012)

### Autor (Hörspiel und Radio-Feature)
- „Memo“ Hörspiel von Thomas Blockhaus. Mit Katharina Wackernagel u. a. (WDR 2011)[5]
- „Schokolade und Zigaretten – Erste Begegnungen mit den Siegern 1945“ Feature von Thomas Blockhaus (WDR 2015)
- „Bühnensklaven – Verbesserungswürdige Arbeitsbedingungen in den Theatern“ Feature von Thomas Blockhaus (WDR 2015)
- „Brian Müschenborn und die unbedachten Seelen“ Feature von Thomas Blockhaus (WDR 2012)
- „Eine kurze Geschichte von Klaus Meyer und der Freiheit des Friseurs“ Feature von Thomas Blockhaus (WDR 2010)

### CD-Veröffentlichungen
- „Tote Mädchen lügen nicht“ von Jay Asher, 4 CDs, Hörbuch mit Robert Stadlober und Shandra Schadt (2009, Hörbuchfassung und Regie)
- „Faszination Universum. Die Geschichte der Astronomie“, 3 CDs, Feature-Serie von Dirk Lorenzen. Musik: Henning Schmitz. Mit Markus Scheumann, Caroline Schreiber u. v. a. (2011, Regie)[6]
- „Prinzessin Lillifee und die verwunschene Insel“, 2 CDs, Hörspiel des Kinder-Pop-Musicals von Mathias Schönsee und Markus Löhr nach den Kinderbüchern von Monika Finsterbusch (2011, Hörspielfassung und Regie)
- „Till Wiesentroll“ Hörspiel für Kinder ab 4 Jahren von Ulrike Kuckero und Almud Kunert (2012, Hörspielfassung und Regie)[6]